# توماس ماكين
توماس ماكاين (بالإنجليزية: Thomas McKean)‏ (19 مارس 1734- 24 يونيو 1817) محام أمريكي وسياسي من نيوكاسل في مقاطعة نيو كاسل بولاية ديلاوير وفي ولاية فيلاديلفيا؛ كان خلال الثورة الأمريكية مبعوثًا إلى كونغرس المستعمرات حيث وقع إعلان استقلال الولايات المتحدة ومواد الكونفدرالية، وعمل رئيسًا للكونغرس، وكان في أوقات مختلفة عضوًا في الحزب الفدرالي وفي الحزب الديمقراطي الجمهوري، وتولى أيضًا رئاسة ديلاوير ورئاسة قضاة بنسلفانيا وحاكم بنسلفانيا، واشتهر أيضًا بتوليه عددًا من المناصب العامة.

## النشأة والعائلة
ولد ماكاين في قرية نيو لندن في مقاطعة بنسيلفانيا، وهو ابن ويليام ماكين وليتيتيا فيني؛ كان والده صاحب حانة في نيو لندن وكلا والديه كانا إيرلنديين بالمولد من شعب أولستر الإيرلندي قدموا إلى بنسلفانيا أطفالًا من باليموني في منطقة أنتريم في أيرلندا.
كانت ماري بوردن زوجته الأولى، تزوجا عام 1763 وعاشا في منطقة ستراند 22 في نيوكاسل، ديلاوير، أنجبا 6 أطفال وهم جوزيف وروبرت وإليزابيث وليتيتيا وماي وآن؛ توفيت ماري بوردن ماكاين عام 1773 ودفنت في كنيسة إيمانويل الأسقفية البروتستانتية في نيوكاسل؛ وتزوجت ليتيتيا ماكاين الدكتور جورج بوشانان وأصبحت والدة قائد البحرية فرانكلين بوشانان.
أما سارا أرميتاج فكانت زوجة ماكاين الثانية، تزوجا عام 1774، وعاشا في الزاوية الشمالية الشرقية لشارع باين والشارع الثالث في فيلاديلفيا في بنسيلفانيا، وأنجبا 4 أطفال وهم سارا وتوماس وصوفيا وماريا؛ وانضموا إلى كنيسة نيوكاسل البروتستانتية وهي أول كنيسة بروتستانتية في فيلاديلفيا، تزوجت ابنته سارا الدبلوماسي الإسباني كارلوس مارتينيز دي إيروجو، المركيز الأول، وابنهما هو كارلوس مارتينيز دي إيروجو إي ماكاين الذي سيصبح لاحقًا رئيس وزراء إسبانيا.

## مسيرته المهنية في مرحلة الاستعمار
بدأ ماكاين تعليمه في أكاديمية فرانسيس أليسون الإكليريكي 'نيو لندن'، وذهب في عمر السادسة عشرة إلى مقاطعة نيوكاسل بولاية ديلاوير ليبدأ دراسة القانون على يد ابن عمه ديفيد فيني، وفي عام 1755 قُبل في نقابة المستعمرات الدنيا، حيث عرفت بـ ديلاوير وقتها، وقُبل في السنة التالية في مقاطعة بنسيلفانيا؛ وفي عام 1756 عين نائبًا للمحامي العام لمنطقة ساسيكس؛ ومنذ الدورة 63 لعام 1762 حتى الدورة 76 لعام 1775 كان عضوًا في الجمعية العمومية للمناطق الدنيا بمنصب المتحدث في الدورة 73 لعام 1772، ومنذ يوليو 1765 عمل قاضيًا لمحكمة الاستئناف العام وبدأ العمل كجامع للرسوم الجمركية في نيو كاسل عام 1771؛ وفي نوفمبر 1765 أصبحت محكمة الاستئناف العامة التي يعمل بها أول محكمة من نوعها في المستعمرات تسن قانونًا يقضي بتسجل جميع إجراءات التقاضي في المحكمة على ورق دون أختام.
كانت ديلاوير في القرن الثامن عشر منقسمة سياسياً إلى فصائل سياسية منفصلة عرفت باسم «حزب المحكمة» و«حزب الريف»؛ وكانت الأكثرية التابعة لحزب المحكمة تتبع الكنيسة الإنكليزية، والأقوى في كينت وساسيكس وعملوا بجد مع الحكومة الاستعمارية المتملكة، وكانوا يميلون للتسوية مع الحكومة البريطانية؛ أما الأقلية التابعة لحزب الريف كان معظمهم من شعب أولستر الإيرلندي، ويتمركزون في بلدة نيوكاسل، وسرعان ما أيدوا الاستقلال عن الإنكليز، وكان ماكاين ممثلًا عن سياسيي حزب الريف وكان قائده، وبهذا عمل بالشراكة مع سيزار رودني من منطقة كينت وفي الجهة المعارضة لصديقه وجاره جورج ريد.
في اجتماع الكونغرس حول قانون الختم لعام 1765، مثل ديلاوير ماكاين وسيزار رودني؛ عارض ماكاين إجراء التصويت الذي أقره كونغرس المستعمرات لاحقًا، وهو أن كل مستعمرة، بغض النظر عن حجمها وعدد سكانها، لها صوت واحد؛ ونتج عن هذا القرار سابقة قضائية واجتماع الكونغرس حول مواد الكونفدرالية التي أقرت الإجراء ومبدأ مساواة الولايات الذي استمر في تشكيل مجلس شيوخ الولايات المتحدة.
سرعان ما أصبح ماكاين أحد أبرز الأعضاء المؤثرين في اجتماع الكونغرس حول قانون الختم، حيث كان في اللجنة التي خطت المذكرة  للبرلمان، وراجع إجراءاتها مع جون روتلدج وفيليب ليفينجستون، وفي اليوم الأخير من الجلسة، وحين انتهت جلسة الأعمال، رفض تيموثي راغلز رئيس اللجنة وعدد من الأعضاء المتحفظين التوقيع على مذكرة الحقوق والشكاوى؛ نهض ماكاين وخاطب الرئيس وأصر عليه بأن يعطي أسبابه للرفض؛ وبعد رفضه لأول مرة نوه راغليز بأن «الأمر كان مخالفًا لضميره»، أثار بعدها ماكاين الجدل عاليًا حول كلمة «ضمير» ولمدة طويلة حتى تنازل راغليز عن التحدي ووافق بوجود الكونغرس؛ ولكنه غادر فجر اليوم التالي ولم يحدث صدام.

## الثورة الأمريكية
رغم إقامة ماكاين الأولية في فيلادلفيا بقي القائد المؤثر في الاستقلال الأمريكي في ديلاوير، وكان هو وجورج ريد وسيزار رودني مبعوثي ديلاوير إلى كونغرس المستعمرات الأول عام 1774 وكونغرس المستعمرات الثاني عام 1775 و1776.
ولكون ماكين مدافعًا صريحًا عن الاستقلال كان صوتا رئيسيًا في إقناع الآخرين للتصويت على الانفصال عن بريطانيا العظمى، وعندما بدأ الكونغرس مداولاته بشأن قرار الاستقلال في يونيو 1776، كان سيزار رودني غائبًا، وكان جورج ريد ضد الاستقلال، ما يعني أن بعثة ديلاوير انقسمت بين ماكاين وريد ولذا لم تتمكن من التصويت لصالح الاستقلال، فطلب ماكاين من رودني أن يأتي من دوفر ليلا على وجه السرعة لحل المشكلة، وبعد التصويت لصالح الاستقلال في 2 يوليو، شارك ماكاين في المداولة حول صياغة إعلان الاستقلال الرسمي، حيث أقر في 4 يوليو.